# Ricardo Merino
Ricardo Merino Castanedo (Medina del Campo, Valladolid, 23 de agosto de 1935-Madrid, 12 de septiembre de 1994) fue un actor español.

## Biografía
Prolífico actor secundario del panorama artístico español, tanto en teatro como en cine y televisión. Comenzó su carrera interpretativa en la década de 1950; se inició en el Teatro Español Universitario con la obra La zorra y las uvas, y seguidamente se integró en la compañía teatral de María Fernanda D'Ocón y Mario Antolín.
En la gran pantalla trabajó a las órdenes de directores como Pedro Lazaga, Fernando Fernán Gómez o Mariano Ozores. Aunque trabajó todos los géneros, tuvo especial inclinación hacia la comedia, y se recuerda especialmente su intervención en las películas del grupo infantil Parchís, como La guerra de los niños o Las locuras de Parchís, en papel de Don Atilio, el malvado director del colegio, a principios de la década de 1980.
Rostro habitual en televisión durante más de 20 años, su estreno en la pequeña pantalla se remonta a 1961, cuando participó en la serie Silencio, se rueda, de Adolfo Marsillach. En años sucesivos intervino en decenas de espacios de teatro televisado como Estudio 1 o Teatro de siempre. 
En su última etapa profesional se dedicó al doblaje.

## Teatro (selección)
- Cuéntalo tú que tienes más gracia (1989)
- Una noche de primavera sin sueño (1979)
- Vivamos hoy (1979)
- Maribel y la extraña familia (1978)
- Romance de lobos (1970)
- Crimen perfecto (1968)
- Sola en la oscuridad (1967)
- El arrogante español o Caballero del milagro (1964).

## Filmografía
| - El tío del saco y el inspector Lobatón (1993) - Las locas historias (Sketches, 1988) - El último guateque II (1988) - Hacienda somos casi todos (1988) - Ya no va más (1988) - ¡No hija, no! (1987) - Un gendarme en Benidorm (1986) - Cuando Almanzor perdió el tambor (1984) - El currante (1983) - El violador violado (1983) - Parchís entra en acción (1983) - Las locuras de Parchís (1982) - Todos al suelo (1982) - La tía de Carlos (1982) - Caray con el divorcio (1982) - Padre no hay más que dos (1982) - Profesor eróticus (1981) - Los chulos (1981) - La segunda guerra de los niños (1981) - Queremos un hijo tuyo (1981) - Superficies: Gerardo Rueda (Cortometraje, 1980) - La guerra de los niños (1980) - El consenso (1980) - Los pecados de mamá (1980) - Cariñosamente infiel (1980) - La boda del señor cura (1979) - El día del presidente (1979) - Los energéticos (1979) - Violación fatal (1978) - Tráfico de menores, (1978) - Borrasca (1978) - Las eróticas vacaciones de Stela (1978) - Un aventurero de via estrecha (1978) - Estimado Sr. juez... (1978) - Esposa y amante (1977) | - Secretos de alcoba (1977) - El apolítico (1977) - Niñas... al salón (1977) - La nueva Marilyn (1976) - La otra alcoba (1976) - Inquisición (1976) - La querida (1976) - Más allá del deseo (1976) - Casa Manchada (1975) - Largo retorno (1975) - La diosa salvaje (1975) - Solo ante el Streaking (1975) - Vida íntima de un seductor cínico (1975) - Cinco almohadas para una noche, (1974) - Jenaro, el de los 14 (1974) - Onofre (1974) - Una libélula para cada muerto (1974) - Manolo la nuit (1973) - Don Quijote cabalga de nuevo (1973) - ¡Qué noche de bodas, chicas!, (1972) - Guapo heredero busca esposa (1972) - La casa de las chivas (1972) - París bien vale una moza (1972) - El padre de la criatura (1972) - Los días de Cabirio (1971) - No desearás la mujer del vecino (1971) - Cómo casarse en siete días (1971) - La casa de los Martínez (1971) - Goya, historia de una soledad (1971) - Coqueluche (1970) - Crimen imperfecto (1970) - Dele color al difunto (1970) - De profesión sus labores (1970) - El abominable hombre de la Costa del Sol (1970) - No desearás la mujer de tu prójimo (1968) - Los subdesarrollados (1968) |

## Televisión
- Habitación 503
  - El diputado infiel (4 de octubre de 1993)
- Esa clase de gente (1990) [nota 1]
- Tristeza de amor
  - Un borracho menos (17 de junio de 1986)
  - Australia, patria querida (24 de junio de 1986)
- Segunda enseñanza
  - Los campeones (23 de enero de 1986)
- Teatro breve 
  - La ocasión la pintan calva (20 de diciembre de 1979)
- Mujeres insólitas 
  - La tumultuosa Princesa de Eboli (15 de febrero de 1977)
- El teatro
  - Las entretenidas (27 de diciembre de 1976)
- Cuentos y leyendas 
  - El estudiante de Salamanca (19 de diciembre de 1975)
- Im Auftrag von Madame
  - Der Fußballpräsident (31 de julio de 1974)
- Ficciones 
  - La cruz del diablo (14 de julio de 1973)
  - Crimen pasional casi perfecto (22 de septiembre de 1973)
  - El asesinato de Mr. Higginbotham (13 de octubre de 1973)
- Érase que se era
  - Los supergrifos (17 de diciembre de 1972)
- Historias de Juan Español 
  - Juan Español visita el cabaret (15 de noviembre de 1972)
- Sospecha 
  - Buscando al delator (20 de julio de 1971)
- Visto para sentencia 
  - El seductor (10 de mayo de 1971)
  - La segunda perla (16 de agosto de 1971)
  - Después de la juerga (23 de agosto de 1971)
- Diana en negro
  - Un muerto en cuenta corriente (5 de junio de 1970)
- Hora once 
  - El casamiento engañoso (15 de mayo de 1970)
  - La prudente venganza (1 de enero de 1971)
  - Mulligan (25 de enero de 1971)
  - Un estudio en verde (11 de diciembre de 1971)
- La risa española 
  - La vidapPrivada de mamá (8 de junio de 1969)
  - Un drama en el quinto pino (22 de agosto de 1969)
- Teatro de siempre 
  - Un marido de ida y vuelta (1 de mayo de 1969)
  - Napoleon I (25 de abril de 1970)
  - Ajax (1 de junio de 1970)
  - Las falsas confidencias (22 de junio de 1970)
  - Por la fuente, Juana (6 de julio de 1970)
  - Cada cual según lo suyo (3 de agosto de 1970)
  - Hay suficiente luz en las tinieblas (8 de octubre de 1970)
- Pequeño estudio 
  - Juego Limpio (1 de enero de 1969)
  - El amigo de Lázaro (2 de abril de 1969)
  - Villa Mercedes (19 de septiembre de 1970)
  - La sombra del delito (30 de marzo de 1973)
- Novela [nota 2]
  - El aguilucho (28 de noviembre de 1966)
  - La sombra del arpa (26 de junio de 1967)
  - La dama vestida de blanco (25 de septiembre de 1967)
  - Fue en Molokai (1 de abril de 1968)
  - Isabel y María (9 de septiembre de 1968)
  - Isabel y Fernando (12 de mayo de 1969)
  - Aguas estancadas (30 de junio de 1969)
  - Ensayo general para un siglo de oro (15 de febrero de 1971)
  - El diablo en la botella (17 de mayo de 1971)
  - El anticuario (16 de agosto de 1971)
  - Shirley (28 de febrero de 1972)
  - Las oscuras raíces (9 de junio de 1973)
  - Pequeñeces (8 de marzo de 1976)
- Estudio 1

- -  El vuelo de la cometa (18 de octubre de 1982)

- Estudio 3 
  - Menú de primavera (8 de junio de 1964)